# シリーズ・江戸川乱歩短編集
『シリーズ・江戸川乱歩短編集』（シリーズ・えどがわらんぽたんぺんしゅう）は、NHK BSプレミアムのテレビドラマシリーズ。原作はすべて江戸川乱歩の短編小説。第1弾が2016年1月に放送され、第2弾が2016年12月、第3弾が2018年12月に、第4弾が2021年3月に放送された。なお、2019年から不定期で地上波NHK総合でも第1弾(3本)、第2弾(3本)、第4弾(3本)が放送された。

## 概要
第1弾・第2弾・第4弾では、主人公の私立探偵・明智小五郎を女優の満島ひかりが演じた。
映画、CM、ミュージックビデオなどを手掛ける気鋭のクリエイターが演出を手掛ける。

## 第1弾『1925年の明智小五郎』
江戸川乱歩の黄金時代ともいわれる1925年の短編『D坂の殺人事件』『心理試験』『屋根裏の散歩者』を映像化。

### 『D坂の殺人事件』
BS：2016年1月11日放送
地上波：2019年4月6日放送(再放送4月12日深夜)
キャスト
- 満島ひかり
- 松永天馬
- 中村中
- 山中崇
- 津田寛治
- 末吉くん

演出
- 宇野丈良

### 『心理試験』
BS：2016年1月23日放送
地上波：2019年4月13日放送(再放送4月19日深夜)
キャスト
- 満島ひかり
- 菅田将暉
- 嶋田久作
- 田中要次
- 大水洋介
- 水間ロン
- 佐藤佐吉

演出
- 佐藤佐吉

### 『屋根裏の散歩者』
BS：2016年1月24日放送、2020年1月11日・再放送
地上波：2019年6月15日放送(再放送6月21日深夜)
キャスト
- 明智　　：満島ひかり
- 郷田三郎：篠原信一
- 遠藤　　：村杉蝉之介
- 北村　　：白仁裕介
- 【朗読】：國村隼

演出
- 渋江修平

### スタッフ（第1弾）
- プロデューサー：淵邉恵美
- 制作統括：千葉聡史、松永真一、長嶋甲兵
- 脚本：宇野丈良、佐藤佐吉、渋江修平
- 制作：NHKエンタープライズ
- 制作・著作：NHK、テレコムスタッフ

## 第2弾『妖しい愛の物語』
江戸川乱歩の短編『何者』『黒手組』『人間椅子』を映像化。

### 『何者』
ＢＳ：2016年12月26日放送
地上波：2019年7月20日放送(再放送 7月26日深夜)
キャスト
- 赤井（明智小五郎）：満島ひかり
- 結城弘一：若葉竜也
- 私：平井“ファラオ”光（馬鹿よ貴方は）
- 常：麿赤兒
- 甲田伸太郎：池上幸平
- 志摩子：真野恵里菜
- 結城少将：野口雅弘
- 結城夫人：吉行由実
- 波多野警部：斉木しげる

演出
- 佐藤佐吉

### 『黒手組』
BS：2016年12月27日放送
地上波：2019年12月25日放送
キャスト
- 明智小五郎：満島ひかり
- 私：田中圭
- 伯父：つのだ☆ひろ
- 伯母：ミッツ・マングローブ
- 富美子：仁村紗和
- 牧田：矢部太郎

演出
- 関和亮

### 『人間椅子』
BS：2016年12月28日放送
地上波：2020年9月5日放送(再放送 9月11日深夜)
- 佳子：満島ひかり
- 私（朗読）：中村靖日

演出
- 渋江修平

## 第3弾『満島ひかり×江戸川乱歩』
江戸川乱歩の短編『お勢登場』『算盤が恋を語る話』『人でなしの恋』を映像化。このシリーズでは明智小五郎は登場しない。
2018年12月30日放送 
スタッフ
- 幕間演出：満島ひかり
- 語り：久保田祐佳

### 『お勢登場』
キャスト
- おせい：満島ひかり
- 格太郎：宮藤官九郎
- 眞島秀和（ナレーション）

演出
- 佐藤佐吉

### 『算盤が恋を語る話』
キャスト
- T：岩井勇気（ハライチ）
- S子：満島ひかり
- 嶋田久作
- 松澤匠（ナレーション）

演出
- 森ガキ侑大

### 『人でなしの恋』
- 京子：満島ひかり（兼ナレーション）
- 門野：高良健吾

演出
- 渋江修平

## 第4弾『新!少年探偵団』
江戸川乱歩の短編『怪人二十面相』『少年探偵団』『妖怪博士』を映像化。NHK BSプレミアムで2021年3月23日・24日・25日放送。

### 『怪人二十面相』
BS：2021年3月23日放送
地上波：2021年7月12日放送
キャスト
- 満島ひかり
- 森山未來
- 団時朗
- 仲本工事
- 斉木しげる
- 髙橋來
- 嶋田久作

演出
- 佐藤佐吉

### 『少年探偵団』
BS：2021年3月24日放送
地上波：2021年7月14日(13日深夜)放送
キャスト
- 満島ひかり
- 村杉蝉之介
- 坂井真紀
- 嶋田久作
- 岩井勇気（ハライチ）
- 片岡哲也
- 三遊亭歌武蔵
- 白仁裕介

演出
- 渋江修平

### 『妖怪博士』
BS：2021年3月25日放送
地上波：2021年7月17日(16日深夜)放送
キャスト
- 満島ひかり
- 麿赤兒
- 菅原永二
- 髙橋來
- 善雄善雄
- 藤原颯音
- YOU

演出
- 古屋蔵人

朗読
- 玄田哲章